# Barnesville (Ohio)
Barnesville és una població dels Estats Units a l'estat d'Ohio. Segons el cens del 2000 tenia 4.225 habitants.

## Demografia
Segons el cens del 2000, Barnesville tenia 4.225 habitants, 1.769 habitatges, i 1.119 famílies. La densitat de població era de 849,6 habitants/km².
Dels 1.769 habitatges en un 28,9% hi vivien nens de menys de 18 anys, en un 45,5% hi vivien parelles casades, en un 13,9% dones solteres, i en un 36,7% no eren unitats familiars. En el 33,7% dels habitatges hi vivien persones soles el 18,5% de les quals corresponia a persones de 65 anys o més que vivien soles. El nombre mitjà de persones vivint en cada habitatge era de 2,3 i el nombre mitjà de persones que vivien en cada família era de 2,94.
Per edats la població es repartia de la següent manera: un 23,6% tenia menys de 18 anys, un 8,3% entre 18 i 24, un 25,5% entre 25 i 44, un 21,7% de 45 a 60 i un 20,8% 65 anys o més.
L'edat mediana era de 40 anys. Per cada 100 dones de 18 o més anys hi havia 77,4 homes.
La renda mediana per habitatge era de 23.925 $ i la renda mediana per família de 31.927 $. Els homes tenien una renda mediana de 25.098 $ mentre que les dones 16.119 $. La renda per capita de la població era de 14.105 $. Aproximadament el 21,2% de les famílies i el 22,1% de la població estaven per davall del llindar de pobresa.

## Poblacions properes
El següent diagrama mostra les poblacions més properes.